# 埃姆河 (瑞典)

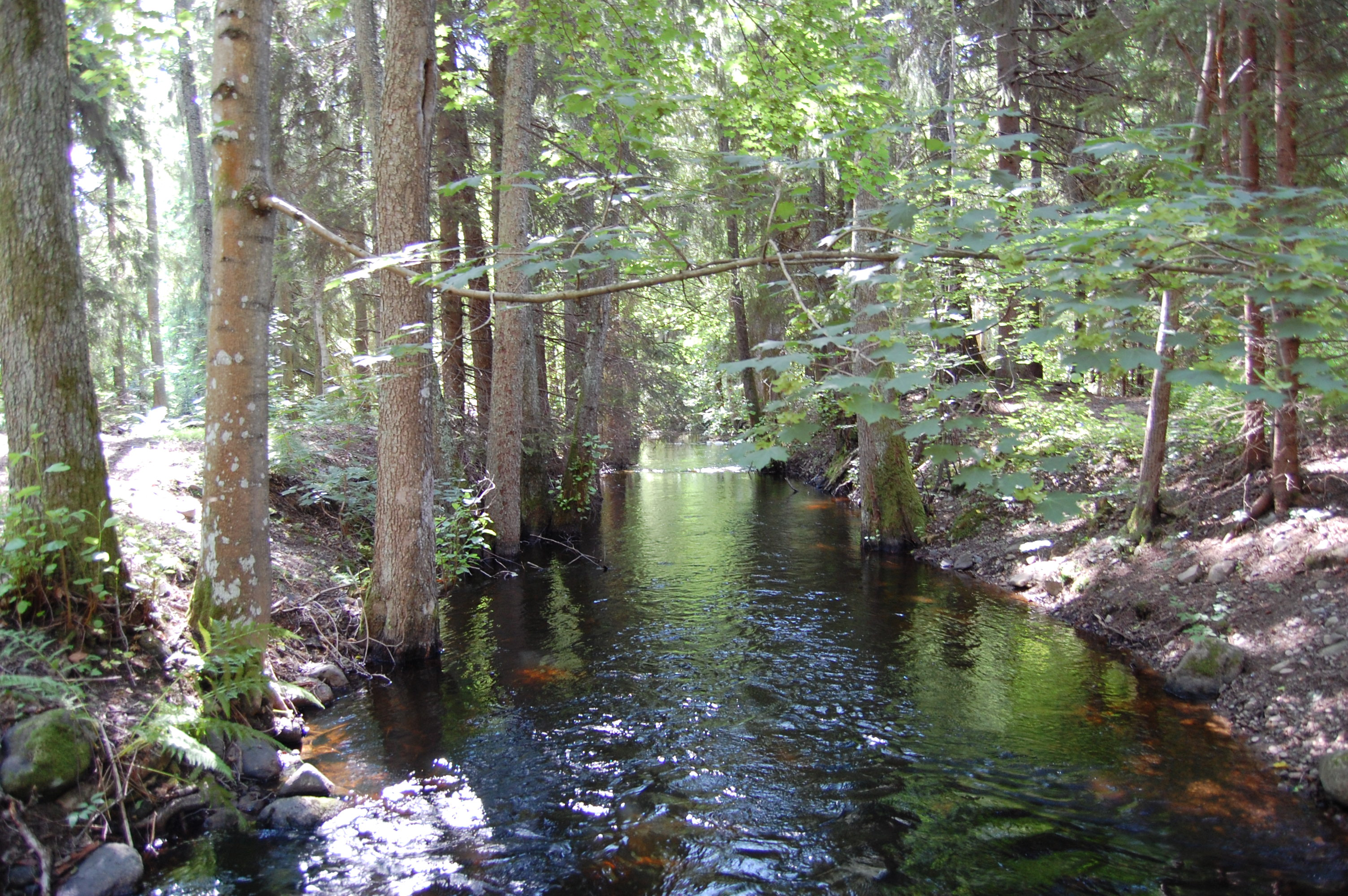

埃姆河（瑞典語：Emån）是瑞典的河流，位於該國南部，最終在奧斯卡港以南注入波羅的海，河道全長220公里，流域面積4,472平方公里，平均流量每秒30立方米，是30種魚類的棲息地。